# میکی کانی
میکی کانی (انگلیسی: Miki Kanie؛ زادهٔ december ۴, ۱۹۸۸ (۳۶ سال)) ورزشکار تیراندازی با کمان اهل ژاپن است.
وی در مسابقات کشوری و بین‌المللی در مجموع برندهٔ ۱ مدال نقره، ۱ مدال برنز شده‌است.